# Birgit Jüngst
Birgit Jüngst (ur. 1 września 1967 w Hatzfeld) – niemiecka kolarka górska, dwukrotna medalistka mistrzostw Europy w maratonie.

## Kariera
Największy sukces w karierze Birgit Jüngst osiągnęła w 2003 roku, kiedy zdobyła złoty medal w maratonie podczas mistrzostw Europy w Grazu. W zawodach tych wyprzedziła bezpośrednio Norweżkę Gunn-Ritę Dahle oraz swą rodaczkę Sandrę Klose. Na rozgrywanych dwa lata później mistrzostwach Europy w Kluisbergen była druga, ulegając jedynie Fince Pii Sundstedt. Zajęła ponadto czwarte miejsce na mistrzostwach świata w maratonie MTB w Lugano w 2003 roku. Walkę o podium przegrała z Klose. Nie osiągnęła sukcesów w Pucharze Świata. Nigdy nie brała udziału w igrzyskach olimpijskich.